# ユーロ紙幣

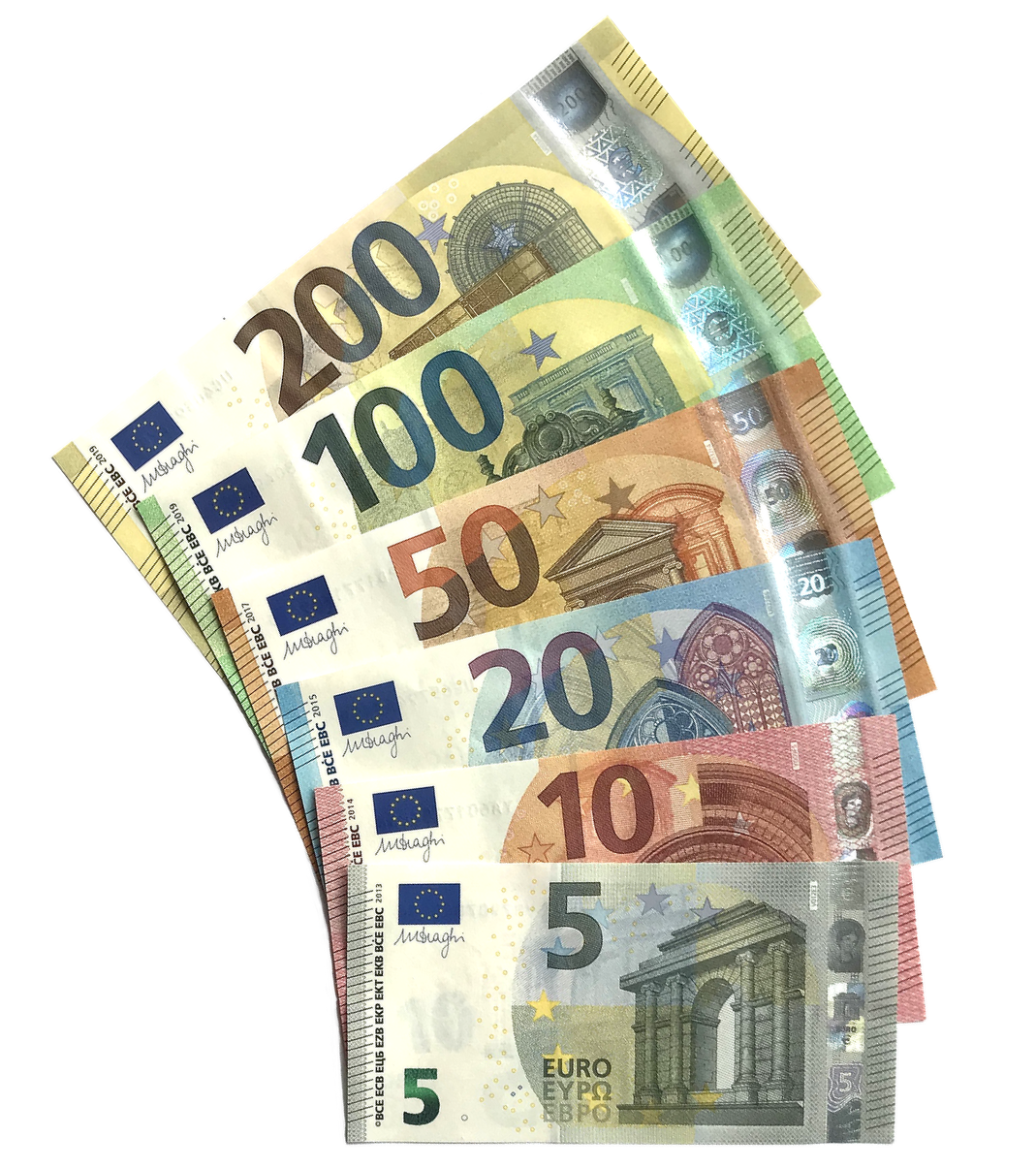
ユーロ紙幣

ユーロ紙幣（ユーロしへい）とは、ユーロ圏などで使用されている通貨ユーロの紙幣。ユーロ紙幣は2002年から流通され、発券は欧州中央銀行が担っており、各紙幣には欧州中央銀行総裁の署名が印刷されている。現在発行されているユーロ紙幣には5ユーロから200ユーロまでの6種類があり、発券はユーロ圏の各国で行なわれているが、ユーロ硬貨と違ってデザインはユーロ圏で統一されている。

## 特徴

### 第一シリーズ

欧州中央銀行総裁マリオ・ドラギの署名。ユーロ紙幣に印刷されている。

2002年から発行されたユーロ初の紙幣である。紙は純綿繊維で、独特の手触りを持つほか、耐久性に優れている。第一シリーズには7つの金種があり、それぞれ異なる色と大きさになっていたが、のちに500ユーロ紙幣については他の主要通貨と比しても高額であり、マネーロンダリングに使用される懸念などがあったことから2019年4月26日までにすべてのユーロ加盟国において印刷が終了している。既に発行済の500ユーロ紙幣についてはこれまでどおり使用が可能であるが、市中にはほぼ出回っていない。500ユーロ以外の第一シリーズ紙幣についても、第二シリーズ発行後も引き続き有効である。
| 画像 | 画像 | 額面 | 発行 | 大きさ (mm) | 基調色 | 基調色   | デザイン                               | デザイン  | 記番号の位置        | 記番号の位置 |
| 表面 | 裏面 | 額面 | 発行 | 大きさ (mm) | 基調色 | 基調色   | 建築様式                               | 時代      | 記番号の位置        | 記番号の位置 |
| ---- | ---- | ---- | ---- | ----------- | ------ | -------- | -------------------------------------- | --------- | ------------------- | ------------ |
|      |      | €5   | 2002 | 120 × 62    |        | グレー   | 古典                                   | 5世紀以前 | 図画の左端          |              |
|      |      | €10  | 2002 | 127 × 67    |        | 赤       | ロマネスク                             | 11-12世紀 | 星の円環の8時の位置 |              |
|      |      | €20  | 2002 | 133 × 72    |        | 青       | ゴシック                               | 13-14世紀 | 星の円環の9時の位置 |              |
|      |      | €50  | 2002 | 140 × 77    |        | オレンジ | ルネサンス                             | 15-16世紀 | 図画の右端          |              |
|      |      | €100 | 2002 | 147 × 82    |        | 緑       | バロック & ロココ                      | 17-18世紀 | 星の円環の9時の右   |              |
|      |      | €200 | 2002 | 153 × 82    |        | 黄       | アール・ヌーヴォー（鉄とガラスの時代） | 19-20世紀 | 星の円環の7時の下   |              |
|      |      | €500 | 2002 | 160 × 82    |        | 紫       | 現代                                   | 20-21世紀 | 星の円環の9時の位置 |              |

これらのデザインは1996年2月12日から開始された欧州通貨機構の理事会による選考で集められた44の図案から選ばれたものである。選ばれた図案はオーストリア国立銀行のロベルト・カリーナ（英語）が作成したもので、1996年12月3日に採用が決定された。
すべての紙幣に共通して印刷されているのは、欧州旗、欧州中央銀行の5つの言語における略称（BCE, ECB, EZB, ΕΚΤ, EKP）、裏面のヨーロッパの地図、ユーロのラテン文字表記 (EURO) とギリシア文字表記（ΕΥΡΩ）、現任の欧州中央銀行総裁の署名である。また欧州旗に描かれている12個の星の円環も描かれている。
各金種のデザインは時代ごとのヨーロッパの建築物という共通の主題を持っている。紙幣表面は窓や門が描かれているのに対して、裏面は橋が描かれている。紙幣に描かれた建造物は欧州連合域内の名所旧跡を連想させるように描かれており、ヨーロッパ中にある無数の歴史的な橋や門に普遍的な要素を合成した、各時代の建築様式を表現した架空のもので、実在の建造物ではない。たとえば5ユーロ紙幣は古典古代を表現したもので、10ユーロ紙幣はロマネスク、20ユーロ紙幣はゴシック、50ユーロ紙幣はルネサンス、100ユーロ紙幣はバロックとロココ、200ユーロ紙幣はアール・ヌーヴォー（鉄とガラスの時代）、500ユーロ紙幣は近代の様式を表現している。ところがオランダ銀行による調査では、5ユーロ紙幣の主題がわかったのは 2%、50ユーロ紙幣にいたっては 1% しかわからなかったという結果が出されている。ユーロ紙幣には特定の建築物の特徴を描いてはならないということになっていたが、ロベルト・カリーナによる原案では、ヴェネツィアのリアルト橋やパリのヌイイ橋といった実際の橋を描いたものとなっていたため、のちに一般的な建築様式の特徴に改められた。ところが決定稿では試作のデザインにきわめて似たものとなったため、完全に一般的な表現とはいえないものとなっている。
裏面に描かれている地図にはユーロを導入している加盟国の海外領土（アゾレス諸島、フランス領ギアナ、グアドループ、マデイラ諸島、マルティニーク、レユニオン、カナリア諸島）が描かれている。
表面にはその紙幣が印刷された時点での欧州中央銀行総裁の署名が記載されている。当初の紙幣にはウィム・ドイセンベルク、2003年11月以降に印刷された紙幣にはジャン＝クロード・トリシェ、2012年3月以降の紙幣にはマリオ・ドラギの署名が入っている。

### 第二シリーズ（エウロパシリーズ）
欧州中央銀行では7年から8年ごとに紙幣を再設計することになっており、それに従って二番目のシリーズが開発され、2013年から順次発行・切り替えが行われた。金種は第一シリーズから1種類減って6つとなった。
| 画像 | 画像 | 額面 | 発行 | 大きさ (mm) | 基調色 | 基調色   | デザイン                               | デザイン  | 記番号の位置 | 記番号の位置 |
| 表面 | 裏面 | 額面 | 発行 | 大きさ (mm) | 基調色 | 基調色   | 建築様式                               | 時代      | 記番号の位置 | 記番号の位置 |
| ---- | ---- | ---- | ---- | ----------- | ------ | -------- | -------------------------------------- | --------- | ------------ | ------------ |
|      |      | €5   | 2013 | 120 × 62    |        | グレー   | 古典                                   | 5世紀以前 | 右上         |              |
|      |      | €10  | 2014 | 127 × 67    |        | 赤       | ロマネスク                             | 11–12世紀 | 右上         |              |
|      |      | €20  | 2015 | 133 × 72    |        | 青       | ゴシック                               | 12–14世紀 | 右上         |              |
|      |      | €50  | 2017 | 140 × 77    |        | オレンジ | ルネサンス                             | 15–16世紀 | 右上         |              |
|      |      | €100 | 2019 | 147 × 77    |        | 緑       | バロック & ロココ                      | 17-18世紀 | 右上         |              |
|      |      | €200 | 2019 | 153 × 77    |        | 黄       | アール・ヌーヴォー（鉄とガラスの時代） | 19-20世紀 | 右上         |              |

第二シリーズでは2002年以降に27にまで増えた欧州連合加盟国がデザインに反映された。新しい製造技術と偽造防止技術が採用されたが、基本的なデザインや色調は第一シリーズから踏襲された。また欧州中央銀行の略称表記も、従来のものに、キリル文字（ЕЦБ）、ハンガリー語 (EKB)、マルタ語 (BĊE)、ポーランド語 (EBC) によるものが加えられる。さらに「ユーロ」の表記についてもキリル文字の「ЕВРO」が加えられる。ユーロ圏各国では「ユーロ」の表記についてさまざまなものがありえるが、欧州中央銀行の方針ではラテン文字を使う国についてはすべて euro で統一することとしている。
欧州中央銀行総裁の署名が入る伝統も踏襲され、当初印刷された第二シリーズにはマリオ・ドラギの、2020年以降に印刷された紙幣にはクリスティーヌ・ラガルドの署名が入っている。

### 第三シリーズ
2021年12月、欧州中央銀行は2024年までにユーロ紙幣のデザインを変更する計画を発表した。
ユーロ圏各国から1名ずつで構成されるテーマアドバイザリーグループが選ばれ、欧州中央銀行にテーマ案を提出した。その後一般市民のアンケート調査を経て、2023年11月にヨーロッパの各方面の偉人（音楽ではベートーヴェン、美術ではレオナルド・ダ・ヴィンチなど）と様々な文化に触れる市民を描いた「ヨーロッパの文化」と、川の水源から河口までの水の流れを野鳥や欧州連合の各機関の建物と共に描く「川と鳥」の2つのテーマ案が最終候補に選ばれ、2025年1月に具体的なデザインモチーフが決定した。第三シリーズの紙幣の大きさは第二シリーズと同一で、基調色も大きな変化はない。
第三シリーズの紙幣のデザインと製造・発行時期は、2026年に最終決定される見込みとなっている。
| 額面 | 大きさ (mm) | 基調色 | 基調色   | デザイン                             | デザイン |
| 額面 | 大きさ (mm) | 基調色 | 基調色   | 表面                                 | 裏面     |
| ---- | ----------- | ------ | -------- | ------------------------------------ | -------- |
| €5   | 120 × 62    |        | グレー   | マリア・カラス                       | 舞台芸術 |
| €10  | 127 × 67    |        | 赤       | ルートヴィヒ・ヴァン・ベートーヴェン | 音楽     |
| €20  | 133 × 72    |        | 青       | マリ・キュリー                       | 教育     |
| €50  | 140 × 77    |        | オレンジ | ミゲル・デ・セルバンテス             | 図書館   |
| €100 | 147 × 77    |        | 緑       | レオナルド・ダ・ヴィンチ             | 博物館   |
| €200 | 153 × 77    |        | 黄       | ベルタ・フォン・ズットナー           | 広場     |

| 額面 | 大きさ (mm) | 基調色 | 基調色   | デザイン                        | デザイン                          |
| 額面 | 大きさ (mm) | 基調色 | 基調色   | 表面                            | 裏面                              |
| ---- | ----------- | ------ | -------- | ------------------------------- | --------------------------------- |
| €5   | 120 × 62    |        | グレー   | 山と湧水 カベバシリ             | 欧州議会 （ストラスブール）       |
| €10  | 127 × 67    |        | 赤       | 滝 カワセミ                     | 欧州委員会 （ブリュッセル）       |
| €20  | 133 × 72    |        | 青       | 河谷 ハチクイ                   | 欧州中央銀行 （フランクフルト）   |
| €50  | 140 × 77    |        | オレンジ | 蛇行する川 シュバシコウ         | 欧州司法裁判所 （ルクセンブルク） |
| €100 | 147 × 77    |        | 緑       | 河口と干潟 ソリハシセイタカシギ | ヨーロッパ・ビル （ブリュッセル） |
| €200 | 153 × 77    |        | 黄       | 海 シロカツオドリ               | 欧州会計監査院 （ルクセンブルク） |

## 安全対策
欧州中央銀行はユーロ紙幣の安全対策のなかでも基本的なものの一部を明らかにしており、一般の人が見た目でユーロ紙幣の真贋を判断できるようにしている。その一方で安全性の観点から、安全対策の全般は極秘となっている。
公式に明らかにされているもの、また一般の人が独自に見つけたものを数えると、ユーロ紙幣には少なくとも13の安全対策が施されている。

### 第一シリーズ

#### ホログラム
5, 10, 20ユーロ紙幣には表面右側にホログラムの入った帯状の金属箔が貼り付けられている。この金属箔には紙幣の額面が浮かび上がるようになっている。
他方で50ユーロ以上の額面の紙幣には帯状のものではなく、四角形のようなシールが貼り付けられている。

#### 光学的変化インク
低額紙幣には右隅に、50ユーロ以上の額面の紙幣には裏面に光学的変化インクが使われている。角度を変えて見ると紫から緑に変色するようになっている。

#### チェックサム
紙幣には1枚ずつに記番号が記されている。この記番号の末尾の数字は1から9で表される検査数字であり、記番号は次の規則を満たすものとなっている。先頭の文字をアルファベットの順番の数字（L は12、M は13…、Z は26）に置き換え、すべての数字の和を9で割ったときの余りが8となるようにされている。なおある数を9で割ったときの余りを容易に確認するには、その数の各桁の数の和を求め、その和が2桁以上であれば和が1桁になるまで各桁の数を足す計算を繰り返し、和が1桁になればその数が求める余りとなる。
例として紙幣の記番号が Z10708476264 であれば、まずは Z を26と考えたうえで残りの番号の数を足していけばよい。つまり、26 + 1 + 0 + 7 + 0 + 8 + 4 + 7 + 6 + 2 + 6 + 4 = 71、 7 + 1 = 8 となり、規則を満たすものとなっている。
記番号の先頭の文字を別の法則で置き換えると異なる余りが得られることになる。例えば先頭の文字を ASCII の10進数の数値とすれば、記番号の数の和を9で割ると余りは0となる。
別の例として紙幣の記番号が Z10708476264 であれば、ASCII コードで Z に割り当てられている10進数は90であるから、記番号は 9010708476264 に置き換えられる。この番号の各桁の数の和は 9 + 0 + 1 + 0 + 7 + 0 + 8 + 4 + 7 + 6 + 2 + 6 + 4 = 54 で、5 + 4 = 9 となるため、この記番号は9で割り切れ、余りは0となる。

#### ユーリオン
ユーロ紙幣には「ユーリオン」と呼ばれる、紙幣の複製防止のために用いられる模様が入れられている。コピー機や画像処理ソフトウェアの中には、ユーリオンが含まれている画像の複写や使用を受け付けないように設定されているものがある。

#### 透かし

##### 通常の透かし
各金種にはそれぞれで透かしが入れられている。この透かしは紙幣を光にかざすと浮かび上がるようになっている。

##### 電子透かし
ユーリオンのように、デジマーク社の電子透かしが紙幣に埋め込まれている。Adobe Photoshop や Corel Paint Shop Pro などの画像編集ソフトウェアは紙幣の加工を受け付けないようになっている。

##### 赤外線・紫外線透かし
紙幣に赤外線を照射すると、金種によって異なるが、黒っぽくなる部分がある。また紫外線光を照射するとよりはっきりとユーリオン模様が見え、蛍光糸が浮かび上がる。

#### レジストレーション
表面左上隅の紙幣額面と裏面右上隅の紙幣額面は、光を透かして紙幣を見ると、額面が完全に表示されるようになるレジストレーションが施されている。真券は表裏でずれることなく額面が表示されるようになっているが、偽紙幣など正確に印刷されていないものは数字がずれて表示される。

#### 隆起印刷
ユーロ紙幣にはほかの部分と違う質感を持つ部分がある。"BCE ECB EZB" と印刷されている部分は隆起しているように感じられる。

#### バーコード
ユーロ紙幣を光に向けてかざすと、透かしの右のあたりに金属のような複数の線が見える。この線の数と幅で紙幣の金種がわかるようになっている。この部分はマンチェスタ符号としてスキャンされる。
| 金種 | バーコード | マンチェスタ |
| ---- | ---------- | ------------ |
| €5   | 0110 10    | 100          |
| €10  | 0101 10    | 110          |
| €20  | 1010 1010  | 0000         |
| €50  | 0110 1010  | 1000         |
| €100 | 0101 1010  | 1100         |
| €200 | 0101 0110  | 1110         |
| €500 | 0101 0101  | 1111         |

（裏面から見て、濃いバーを1、薄いバーを0とする）

#### セキュリティ・スレッド
紙幣を光源の反対側に置くと、中央部分の黒く磁気を帯びた筋が見える。この筋には紙幣の額面と "EURO" の文字が記されている。

#### 磁気インク
紙幣の一部には磁気インクで印刷された箇所がある。たとえば20ユーロ紙幣に描かれている教会の1番右側の窓とその上方にある大きな 0 の文字は磁気を帯びている。

#### マイクロ印刷
表面下方にある線、例えば10ユーロ紙幣のΕΥΡΩの右側にあるものは非常に小さい文字で EURO ΕΥΡΩと印刷されている。

#### マット加工
縦の帯状の部分に45度の角度で光を当てるとユーロ記号と額面が浮かび上がるようになっている。この加工は5, 10, 20ユーロのみに施されている。

## 視覚障害者に対する工夫
ユーロに移行する以前の通貨の紙幣にも視覚障害者のための工夫がなされていたが、ユーロの導入にあたっては視覚障害者の団体に意見を求め、ユーロ紙幣には当初から視覚障害者団体と協力して取り入れた様々な工夫がある。全盲者のためのものに加え、ロービジョン者のためのものもある。
ユーロ紙幣は額面とともにその寸法も大きくなっており、視覚障害者や全盲者が金種を判別できるようになっている。また紙幣の基調色も金種の順番で暖色と寒色が交互になっており、色を判別できる人に対して近い2つの額面を混同させにくくしている。さらに額面部分の印刷には凹版印刷が施されており、指先の触覚だけで金種を判別できるようにしている。5, 10, 20ユーロの低額紙幣には表面右側にホログラムの入った帯状の金属箔が、高額紙幣にはホログラムの入った四角の金属箔が付けられている。200ユーロ紙幣と500ユーロ紙幣の縁には触知できる模様があり、200ユーロ紙幣には下部中央から右の角にかけて縦の線が、500ユーロ紙幣には右端に斜めの線が走っている。

## 偽造
2002年の流通開始からユーロ紙幣・硬貨の偽造は急速に増加している。
2003年には551,287枚の偽造紙幣が、26,191枚の偽造硬貨が回収されている。2004年、フランスの警察は2か所の工場から10ユーロと20ユーロのおよそ180万ユーロに相当する偽造紙幣を押収しており、この工場で製造された偽造紙幣145,000枚が市中に出回っているものと見られている。
2008年7月、欧州中央銀行は偽ユーロ紙幣の枚数は増え続けており、2008年上半期に押収された偽造紙幣の枚数は前期比で15%以上も増加したと発表した。このうち50ユーロと20ユーロの偽造紙幣が多くを占めており、また精度の高い200ユーロや500ユーロの偽造紙幣も作られているとも述べている。

## 記番号
硬貨とは異なり、ユーロ紙幣はその紙幣を発券した国が独自にデザインを定めているものではない。そのかわり、紙幣の記番号の先頭の文字で発券された国がわかるようになっている。

### 第一シリーズ
記番号の先頭の文字はその紙幣を発券した国を示すものである。その後に続く13桁の数字は上述のチェックサムとなっており、各桁の数を足していき、その和が2桁以上であれば再度各桁の数の和を求め、1桁になったその数によっても発券した国がわかるようになっている。チェックサムの規則のため記番号は連続したものとなっておらず、9ずつ増加したものとなっている。
記番号の先頭に使われる文字でも、W, K, J は、現在ユーロを導入していない欧州連合加盟国が将来使用するために残されている。また R はユーロを導入していても発券を行なっていない国に割り当てられている。
記番号の先頭の文字は Z から順に、それぞれの国の公用語で表記した国名のアルファベット順で決められている。
| 金種 | 国名               | 国名                                                                          | チェックサム(1) |
| 金種 | 日本語             | 各国の公用語                                                                  | チェックサム(1) |
| ---- | ------------------ | ----------------------------------------------------------------------------- | --------------- |
| Z    | ベルギー           | België（オランダ語） Belgique（フランス語） Belgien（ドイツ語）               | 9               |
| Y    | ギリシャ           | Ελλάδα（ギリシア語）                                                          | 1               |
| X    | ドイツ             | Deutschland（ドイツ語）                                                       | 2               |
| (W)  | （デンマーク）     | Danmark（デンマーク語）                                                       | (3)             |
| V    | スペイン           | Espana（スペイン語）                                                          | 4               |
| U    | フランス           | France（フランス語）                                                          | 5               |
| T    | アイルランド       | Éire（アイルランド語） Ireland（英語）                                        | 6               |
| S    | イタリア           | Italia（イタリア語）                                                          | 7               |
| (R)  | （ルクセンブルク） | Luxembourg（フランス語） Luxemburg（ドイツ語） Lëtzebuerg（ルクセンブルク語） | (8)             |
| (Q)  | 不使用             | 不使用                                                                        | 不使用          |
| P    | オランダ           | Nederland（オランダ語）                                                       | 1               |
| (O)  | 不使用             | 不使用                                                                        | 不使用          |
| N    | オーストリア       | Österreich（ドイツ語）                                                        | 3               |
| M    | ポルトガル         | Portugal（ポルトガル語）                                                      | 4               |
| L    | フィンランド       | Suomi（フランス語） Finland（スウェーデン語）                                 | 5               |
| K    | （スウェーデン）   | Sverige（スウェーデン語）                                                     | (6)             |
| J    | （イギリス）       | United Kingdom（英語）                                                        | (7)             |
| (I)  | 不使用             | 不使用                                                                        | 不使用          |
| H    | スロベニア         | Slovenija（スロベニア語）                                                     | 9               |
| G    | キプロス           | Κύπρος（ギリシア語） Kıbrıs（トルコ語）                                       | 1               |
| F    | マルタ             | Malta（マルタ語） Malta（英語）                                               | 2               |
| E    | スロバキア         | Slovensko（スロバキア語）                                                     | 3               |
| D    | エストニア         | Eesti（エストニア語）                                                         | 4               |
| C    | ラトビア           | Latvija（ラトビア語）                                                         | 5               |
| B    | リトアニア         | Lietuva（リトアニア語）                                                       | 6               |

(1)アルファベット以外の11桁の記番号のチェックサム
- 上記一覧でデンマークとギリシャの記番号の先頭の文字が入れ替わっているのは、ギリシア文字には「Υ」があるが、「W」に相当する文字がないためである。
- アイルランドの第1公用語はアイルランド語であるが、上記一覧ではアイルランド語表記の Éire ではなく、英語表記の Ireland にしたがっている。なおアイルランド語は2007年1月1日に欧州連合の公用語となっている。
- フィンランドの公用語はフィンランド語とスウェーデン語の2つがあり、いずれも欧州連合の公用語となっているが、同国内では前者が多く使われていることもあって上記一覧では、スウェーデン語の Finland ではなくフィンランド語の Suomi に従ったものとなっている。
- ベルギーには3つの公用語があり、いずれも欧州連合の公用語となっている。またルクセンブルクにも公用語が3つあるが、そのうち2つが欧州連合の公用語となっている。ただいずれの言語の表記でも、国名の最初の文字はおなじであるため一覧の順番に影響を与えることがない。

ルクセンブルクはユーロ紙幣の印刷を行なったことがなく、記番号の先頭の文字が「R」となっているユーロ紙幣は流通していない。
ユーロ圏が拡大した2007年1月からはスロベニアにも記番号の先頭の文字が割り当てられたが、導入された当初、スロベニアはほかの国で印刷されたユーロ紙幣が流通された。そのためスロベニアではなくフランスで2008年4月以前に印刷された、記番号の先頭の文字が「H」のユーロ紙幣が流通している。
キプロスとマルタは2009年にはじめてユーロ紙幣（20ユーロ）を印刷した。
記番号の先頭の文字はユーロ紙幣の流通開始の時点におけるすべての欧州連合加盟国に割り振られており、上記のような順番で「J」までが決められたが、それ以降に欧州連合に加盟した国に割り振られる文字は、ユーロを導入した順番に指定されていくことになる。同時に2か国以上がユーロを導入したときには、上述の順番で文字が指定される。つまり、その国の名称を公用語で表記したさいに、その先頭のアルファベットの順番で記番号の先頭の文字を決めることになる。2007年にユーロを導入したスロベニアには「J」のひとつ前のアルファベットである「H」が割り当てられた。2008年にユーロを導入したキプロスとマルタについては、国名の公用語表記の先頭が K であるキプロスが「G」を、「M」であるマルタが「F」を割り当てられた。さらに、2009年にユーロを導入したスロバキアには「E」が指定されている。
2002年に発券されたユーロ紙幣にはウィム・ドイセンベルクの署名が入っており、この紙幣は全7金種がフィンランド銀行、ポルトガル銀行、オーストリア国立銀行、オランダ銀行、イタリア銀行、アイルランド中央銀行、フランス銀行、スペイン銀行、ドイツ連邦銀行、ギリシャ銀行、ベルギー国立銀行の各中央銀行によって発券された。ただしポルトガル銀行は200ユーロ紙幣と500ユーロ紙幣を、アイルランド中央銀行は200ユーロ紙幣をそれぞれ発券しなかった。このためドイセンベルクの署名が印刷されたユーロ紙幣の発券国と金種の組み合わせは74通り存在することになる。
2002年のユーロ紙幣の流通が開始されたあと、ユーロ圏各国の中央銀行は一部の金種のみを発券していくようになった。たとえば50ユーロ紙幣の発券はユーロ圏のすべての中央銀行のうち、4行のみが担っている。このような分散して発券する体制によって、各中央銀行は発券に先立って別の国で発券された金種と交換しなければならず、またときには複数の印刷所から自らが発券した紙幣を調達することもある。これはつまり、一部の発券国・署名の組み合わせのユーロ紙幣がほかの組み合わせと比べて希少になっているとのである。とくにドイセンベルクの署名が印刷されたフィンランド発券の200ユーロ紙幣、ポルトガル発券の100ユーロ紙幣、アイルランド発券の100ユーロ紙幣と500ユーロ紙幣、ギリシャ発券の200ユーロ紙幣と500ユーロ紙幣は数が少ない。また2003年以降に発券されたジャン＝クロード・トリシェの署名が印刷されたユーロ紙幣は必ずしもすべての金種がすべてのユーロ圏の国で見かけることができるものではない。2007年末の時点で、トリシェの署名が印刷されたユーロ紙幣の発券国と金種の組み合わせは77通りがありえるはずだが、実際には30通りしか確認されていなかった。また2008年にはスロベニア銀行が発券した、記番号の先頭の文字が "H" となっている紙幣が流通されるようになり、発券国・金種の組み合わせは増えていくことになる。

## 印刷工程
7種のそれぞれの額面の紙幣には、印刷情報が特定できるような6文字の小さな印刷コードが記載されている。
この印刷コードは、先頭はアルファベット、続いて3桁の数字、アルファベット1文字、1桁の数字で構成されている（例：G013B6）。
先頭の文字は印刷所を示している。たとえば「G」はオランダのヨハン・エンシェーデのコードである。続く3桁の数字は紙幣の印刷版の版数を示している。例の「013」はその印刷所で作成された13番目の印刷版で印刷したということを示す。5桁目にあるアルファベットと6桁目の数字はそれぞれ印刷版の縦と横の位置を示しており、「B6」は縦の2段目、横の6列目を表している。
紙幣は複数のものがつながったシートの形で印刷されるが、印刷所によってシートの大きさが異なっている。これは額面が高くなるにつれて紙幣が大きくなるためで、同じ大きさのシートであれば作成される紙幣の枚数は少なくなる。たとえばドイツの2つの印刷所では1枚のシートで5ユーロ紙幣を60枚（縦10段、横6列）印刷するが、10ユーロ紙幣であれば54枚（縦9段、横6列）、20ユーロ紙幣であれば45枚（縦9段、横5列）が印刷される。
印刷所コードは国別コードと一致させる必要はなく、ある国が発券した紙幣が別の国で印刷されるということがある。紙幣を印刷する工場には国有のもののほかに民間のものがあり、それらの工場はユーロ以前にはそれぞれの旧通貨を印刷していた。紙幣を発券する国にはそれぞれ1か所ずつ、国有の（あるいは国有だった）印刷所があるが、ドイツについては、旧東ドイツと旧西ドイツのそれぞれの印刷所があり、これらは両方ともが現在はユーロ紙幣を印刷している。またフランスも民間のフランソワ＝シャルル・オーベルテュールとフランス銀行印刷所の2か所がある。現在はユーロを印刷していないものの、イギリスも民間のデ・ラ・ルーとイングランド銀行印刷所の2か所がある。
| コード | 印刷所                                 | 所在地                   | 所在国           | 発券中央銀行                                                                                                |
| ------ | -------------------------------------- | ------------------------ | ---------------- | --- |
| (A)    | （イングランド銀行印刷所）             | （ラウトン）             | （イギリス）     | -- |
| (B)    | 未使用                                 | 未使用                   | 未使用           | 未使用 |
| (C)    | （トゥンバ・ブルク）                   | （トゥンバ）             | （スウェーデン） | -- |
| D      | セテック                               | ヴァンター               | フィンランド     | L（フィンランド）                                                                                           |
| E      | フランソワ＝シャルル・オーベルテュール | シャンテピー             | フランス         | H（スロベニア）、L（フィンランド）、P（オランダ）、U（フランス）                                            |
| F      | オーストリア紙幣保安印刷社             | ウィーン                 | オーストリア     | N（オーストリア）、P（オランダ）、S（イタリア）、T（アイルランド）、Y（ギリシャ）                           |
| G      | ヨハン・エンシェーデ                   | ハールレム               | オランダ         | L（フィンランド）、N（オーストリア）、P（オランダ）、V（スペイン）、Y（ギリシャ）                           |
| H      | デ・ラ・ルー                           | ゲーツヘッド             | イギリス         | L（フィンランド）、M（ポルトガル）、P（オランダ）、T（アイルランド）                                        |
| (I)    | 未使用                                 | 未使用                   | 未使用           | 未使用 |
| J      | イタリア国立印刷造幣局                 | ローマ                   | イタリア         | S（イタリア）                                                                                               |
| K      | アイルランド中央銀行                   | ダブリン                 | アイルランド     | T（アイルランド）                                                                                           |
| L      | フランス銀行                           | シャマリエール           | フランス         | U（フランス）                                                                                               |
| M      | 王立スペイン造幣印刷局                 | マドリード               | スペイン         | V（スペイン）                                                                                               |
| N      | ギリシャ銀行                           | アテネ                   | ギリシャ         | Y（ギリシャ）                                                                                               |
| (O)    | 未使用                                 | 未使用                   | 未使用           | 未使用 |
| P      | ギーゼッケ アンド デブリエント         | ミュンヘン・ライプツィヒ | ドイツ           | L（フィンランド）、M（ポルトガル）、P（オランダ）、U（フランス）、V（スペイン）、X（ドイツ）、Y（ギリシャ） |
| (Q)    | 未使用                                 | 未使用                   | 未使用           | 未使用 |
| R      | 連邦印刷局                             | ベルリン                 | ドイツ           | P（オランダ）、X（ドイツ）、Y（ギリシャ）                                                                   |
| (S)    | （デンマーク国立銀行）                 | （コペンハーゲン）       | （デンマーク）   | -- |
| T      | ベルギー国立銀行                       | ブリュッセル             | ベルギー         | U（フランス）、V（スペイン）、Z（ベルギー）                                                                 |
| U      | ヴァローラ - ポルトガル銀行            | カレガード               | ポルトガル       | M（ポルトガル）                                                                                             |

- A, C, S のコードはユーロ紙幣未発行の印刷所に割り当てるために未使用となっている。
- 上記一覧で、ある印刷所が特定の1つの国に対して紙幣を印刷していると表記されている場合は、そこで印刷される金種は1種類であるか、あるいは7種類すべてのいずれかであるということを示している。各国の中央銀行の中にはさまざまな額面の紙幣を複数の印刷所から調達するところもあり、また単一の金種の紙幣を複数の印刷所から調達しているところもある。前者の例として、ギリシャが5か所の印刷所から調達しており、後者の例にはオランダが2009年3月までに5ユーロ紙幣を5か所の印刷所から調達している。紙幣を発券している各中央銀行は公認されている印刷所から自由に紙幣を調達することができ、またその枚数もさまざまなものとなっている。2008年6月の時点で、ユーロ紙幣の印刷所・署名・発券国・額面の組み合わせは133通りとなっており、今後もこの組み合わせは増えていくことになる。

## 高額紙幣
ユーロ紙幣のうち200ユーロ紙幣の紙幣流通総量に占める割合は4%（2018年現在）、流通金額は500億ユーロで約6兆円である（2019年5月7日現在）。また、100ユーロ紙幣の紙幣流通総量に占める割合は23%（2018年現在）、流通金額は2,720億ユーロで約34兆円である（2019年5月7日現在）。なお500ユーロ紙幣は前述の通り現在新規製造されていない。

## 小額紙幣

### 1ユーロと2ユーロの紙幣
イタリア、ギリシャ、オーストリアとスロベニアでは低額のユーロ紙幣の導入が求められてきた。欧州中央銀行は「1ユーロ紙幣1枚あたりの印刷費用は1ユーロ硬貨1枚あたりの鋳造費用よりも高く、また耐久性が低い」としている。また、2004年11月18日には、きわめて低い額面の紙幣はユーロ圏全体での需要が少ないとも判断した。ところが、2005年10月25日、欧州議会において半数以上の議員が欧州委員会と欧州中央銀行に対して1ユーロ紙幣と2ユーロ紙幣の導入の明確な必要性を認識するよう求める動議を採択している。ただし、この動議の採択があっても欧州中央銀行は欧州議会に対してただちに回答する義務を負ってはいない。

## その他

### ユーロ紙幣裏面の橋
第一・第二シリーズのユーロ紙幣の裏面に描かれた橋は前述の通り全て架空のものであるが、オランダのアーティストであるロビン・スタム（Robin Stam）は2011年から2013年にかけてユーロ紙幣に描かれた7つの橋を再現した小型の橋をスパイケニッセのアドリアーン・プリンスラーン通りとその周辺に建設した。

### 0ユーロ

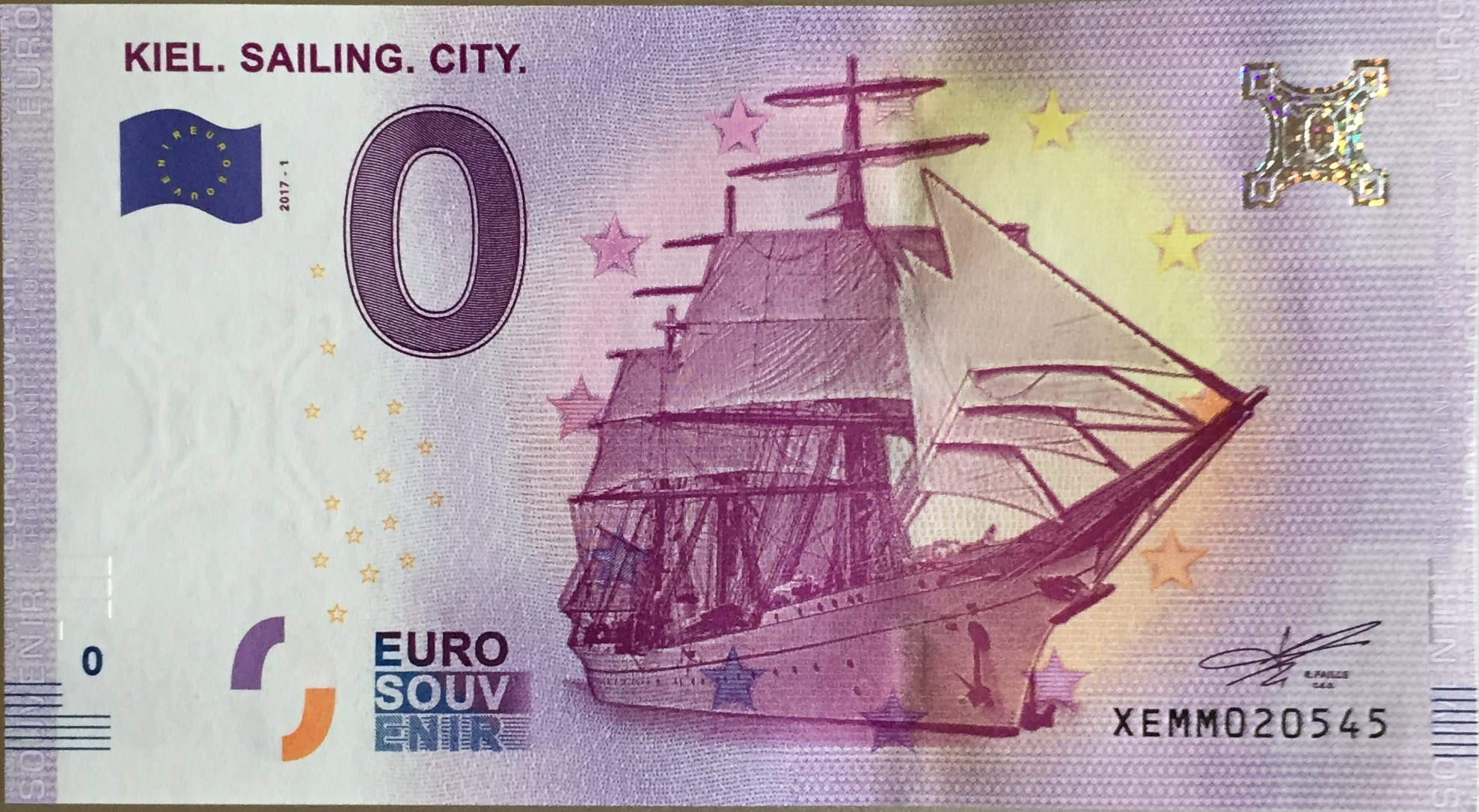
0ユーロ紙幣（キール・ウィーク）

額面が「0」のユーロ紙幣が存在する。これは「0」の額面通り流通を目的としたものではなく、ユーロ紙幣を製造している仏オーベルテュール社（Oberthur Technologies）が欧州中央銀行の許可を経て製造するスーベニアメダルの紙幣版（記念紙幣）とも呼べるものであり、ユーロ圏内外の名所や観光地にて1枚2〜3ユーロの価格で販売されている。土産物であるにもかかわらず通常のユーロ紙幣と遜色ない偽造防止技術が施されているのが特徴である。表面のデザインは販売所や販売時期によって異なり多種多様であるが、紫色を基調とし、裏面にヨーロッパの様々な建築物（コロッセオやサグラダ・ファミリアなど）が描かれている点は共通している。
2017年5月に宗教改革500年を記念してマルチン・ルターの肖像入り0ユーロ紙幣がドイツの宗教研究団体gott.netによって作られた。2018年4月にはカール・マルクスの生誕200年を記念し、出身地であるトリーアの観光局がマルクスの肖像が描かれた0ユーロ紙幣を3ユーロで発売したところ、購入希望者が殺到したため増刷する事態となった。